# Dysdera pavani
Dysdera pavani är en spindelart som beskrevs av Lodovico di Caporiacco 1941. Dysdera pavani ingår i släktet Dysdera och familjen ringögonspindlar.
Artens utbredningsområde är Italien. Inga underarter finns listade i Catalogue of Life.